# Zafrullah Chowdhury
Pour les articles homonymes, voir Chowdhury.
Zafrullah Chowdhury (en bengali : জাফরুল্লাহ চৌধুরী), né le 27 décembre 1941 à Raozan (présidence du Bengale, Inde britannique) et mort le 11 avril 2023 à Dacca (Bangladesh), est un militant bangladais de la santé publique.

## Biographie
Zafrullah Chowdhury est le fondateur de Gonoshasthaya Kendra (qui signifie Centre de santé populaire en bengali), une organisation de santé rurale. Le Dr Chowdhury est plus connu pour son travail dans la formulation de la politique nationale du Bangladesh en matière de drogues en 1982. En 1992, il a reçu le Right Livelihood Award pour son « ...remarquable travail de promotion de la santé et du développement humain ».